# Laura Lindemann
Laura Lindemann (født 26. juni 1996) er en tysk triatlet.

## Karriere
Hun repræsenterede Tyskland ved sommer-OL 2016 i Rio de Janeiro, hvor hun sluttede på en 28. plads.
Ved sommer-OL 2020 i Tokyo sluttede hun på en 8. plads individuelt og på en 6. plads i mixed stafet.
Hun sluttede på ottendepladsen i kvindernes triatlon ved sommer-OL 2024 i Paris, og vandt stafetten for blandede hold for Tyskland sammen med Tim Hellwig, Lisa Tertsch og Lasse Lührs.